# James Ellison (Schauspieler)

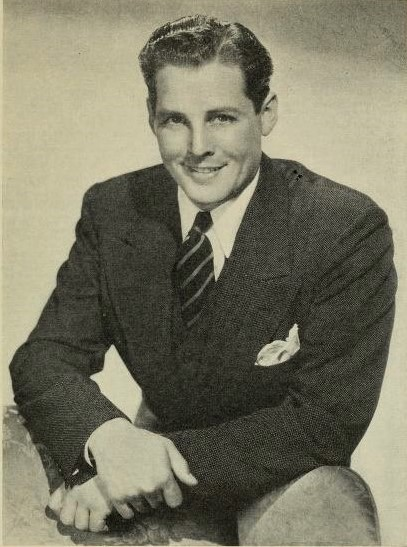
James Ellison (1937)

James Ellison Smith (* 4. Mai 1910 in Guthrie Center, Iowa; † 23. Dezember 1993 in Montecito, Kalifornien) war ein US-amerikanischer Schauspieler.

## Leben und Karriere
Nach einer Anstellung in einem Filmlabor erhielt Ellison ab 1932 zunächst eher kleinere Filmrollen. Seinen Durchbruch feierte er als Johnny Nelson in acht Western über Hopalong Cassidy mit William Boyd in der Titelrolle, die zwischen 1935 und 1937 entstanden. Zudem spielte er 1936 als Buffalo Bill im Western Der Held der Prärie an der Seite von Gary Cooper und Jean Arthur. Fortan machte sich einen Namen als Leading Man in meist leicht und komödiantisch angelegten Rollen, überwiegend in B-Movies bei 20th Century Fox und RKO Pictures. In der Screwball-Komödie Vivacious Lady war er 1938 der auf Spaß ausgelegte Cousin von James Stewarts ernstem Gelehrten, der diesem dennoch im Werben um Ginger Rogers’ Hauptfigur unterliegt. Im darauffolgenden Jahr gab es in der Komödie 5th Ave Girl hingegen ein Happy End mit Ellison und Rogers als Liebespaar.
Eine seiner bekanntesten Rollen spielte James Ellison 1943 in Jacques Tourneurs Horrorklassiker Ich folgte einem Zombie als alkoholsüchtiger Spross einer Familie von Plantagenbesitzern. Ab Mitte der 1940er-Jahre versandete seine Karriere zusehends in eher unbedeutenderen Western. In den 1950er-Jahren wechselte Ellison von der Schauspielerei in das lukrative Immobiliengeschäft, in dem er bis zu seinem Ruhestand tätig blieb. Nach zehn Jahren Pause drehte er im Jahr 1962 mit der Komödie When the Girls Take Over, in der er an der Seite von Robert Lowery und Jackie Coogan auftrat, seinen letzten Kinofilm. Insgesamt umfasst Ellisons filmisches Schaffen mehr als 70 Filme.
James Ellison war von 1937 bis zu ihrem Tod 1970 mit Gertrude Durkin verheiratet, das Ehepaar hatte zwei Kinder. 1972 heiratete er Lois Bretherton, mit der er bis zu seinem Tod zusammenblieb. Ellison starb im Dezember 1993 im Alter von 83 Jahren an einem Genickbruch, den er bei einem Sturz erlitt.

## Filmografie (Auswahl)
- 1932: Play Girl
- 1933: Der Weg ins Ungewisse (Central Airport)
- 1934: Eight Girls in a Boat
- 1935: Nach Büroschluss (After Office Hours)
- 1935: Die öffentliche Meinung (Reckless)
- 1936: Der Held der Prärie (The Plainsman)
- 1936: Wildwest-Banditen (Trail Dust)
- 1938: Vivacious Lady
- 1938: Next Time I Marry
- 1938: Mother Carey’s Chickens
- 1939: Zenobia, der Jahrmarktselefant (Zenobia)
- 1939: Fifth Avenue Girl
- 1941: Charley’s Aunt
- 1941: Ice-Capades
- 1942: Das unsterbliche Monster (The Undying Monster)
- 1943: Best Food Forward
- 1943: Ich folgte einem Zombie (I Walked with a Zombie)
- 1943: The Gang’s All Here
- 1944: Belita tanzt (Lady, Let’s Dance)
- 1944: Johnny Doesn’t Live Here Anymore
- 1947: Calendar Girl
- 1948: Pferdediebe am Missouri (Last of the Wild Horses)
- 1950: Harte Männer aus Wildwest (Hostile Country)
- 1950: Banditenjäger (Crooked River)
- 1952: Dead Man’s Trail
- 1962: When the Girls Take Over